# Campeonato Uruguayo de Fútbol Femenino 2022
El Campeonato Uruguayo de Fútbol Femenino fue el 26.° torneo de primera división del fútbol femenino uruguayo organizado por la AUF. Defendía el título Defensor Sporting.
El torneo comenzó el 10 de julio de 2022 y finalizó el 20 de noviembre de 2022.

## Equipos participantes

### Ascensos y descensos
Un total de 9 equipos disputarán el campeonato, incluye 8 equipos de la temporada pasada, y 1 equipos ascendidos de la Segunda División Femenina.
| Club                 | Ascendido como                |
| -------------------- | ----------------------------- |
| Montevideo Wanderers | Campeón Segunda División 2021 |

| Club    | Descendido como              |
| ------- | ---------------------------- |
| Danubio | 4.º Lugar zona descenso 2021 |
| Racing  | 5.º Lugar zona descenso 2021 |

### Datos de los equipos
| Club                 | Ciudad      | Estadio            | Capacidad | Fundación                | Temporadas | Temp. Consecutivas | Títulos | Subtítulos | 2021 |
| -------------------- | ----------- | ------------------ | --------- | ------------------------ | ---------- | ------------------ | ------- | ---------- | ---- |
| Atenas               | San Carlos  | -                  | -         | 1 de mayo de 1928        | 2          | 2                  | —       | —          | 4º   |
| Defensor Sporting    | Montevideo  | -                  | -         | 15 de marzo de 1913      | 2          | 2                  | 1       | —          | 1º   |
| Fénix                | Las Piedras | Monegal            | 6.000     | 7 de julio de 1916       | 11         | 8                  | —       | —          | 6º   |
| Liverpool            | Montevideo  | -                  | -         | 15 de febrero de 1915    | 8          | 4                  | —       | —          | 5º   |
| Nacional             | Montevideo  | Los Céspedes       | -         | 14 de mayo de 1899       | 20         | 12                 | 5       | 10         | 2º   |
| Náutico              | Montevideo  | Complejo Devoto    | -         | 31 de marzo de 1933      | 2          | 2                  | —       | —          | 7º   |
| Peñarol              | Montevideo  | José Pedro Damiani | 12.000    | 28 de septiembre de 1891 | 7          | 5                  | 3       | 1          | 3º   |
| River Plate          | Montevideo  | River Plate        | -         | 11 de mayo de 1932       | 17         | 9                  | 2       | 2          | 8º   |
| Montevideo Wanderers | Montevideo  | -                  | -         | 15 de agosto de 1902     | 15         | 1                  | —       | —          |      |

1. 1 2  Considerando el historial de Canelones Femenino y de Fénix.

## Torneo Apertura

### Posiciones
| Pos. | Equipo               | Pts. | PJ | G | E | P | GF | GC | Dif. |  |
| ---- | -------------------- | ---- | -- | - | - | - | -- | -- | ---- |  |
| 1    | Nacional             | 22   | 8  | 7 | 1 | 0 | 33 | 3  | +30  |  |
| 2    | Peñarol              | 20   | 8  | 6 | 2 | 0 | 25 | 4  | +21  |  |
| 3    | Defensor Sporting    | 14   | 8  | 4 | 2 | 2 | 19 | 13 | +6   |  |
| 4    | Montevideo Wanderers | 12   | 8  | 3 | 3 | 2 | 18 | 14 | +4   |  |
| 5    | Liverpool            | 10   | 8  | 3 | 1 | 4 | 14 | 14 | 0    |  |
| 6    | Fénix                | 10   | 8  | 3 | 1 | 4 | 15 | 16 | −1   |  |
| 7    | River Plate          | 8    | 8  | 2 | 2 | 4 | 11 | 22 | −11  |  |
| 8    | Club Náutico         | 5    | 8  | 1 | 2 | 5 | 7  | 13 | −6   |  |
| 9    | Atenas               | 0    | 8  | 0 | 0 | 8 | 2  | 45 | −43  |  |

Actualizado a los partidos jugados el 5 de septiembre de 2022.
 Fuente: AUF
|  | Campeón Torneo Apertura |

### Partidos
- Los horarios corresponden al huso horario de Uruguay: (UTC-3).

| Fecha 1           | Fecha 1   | Fecha 1     | Fecha 1         | Fecha 1     | Fecha 1 | Fecha 1 | Fecha 1 | Fecha 1 | Fecha 1 | Fecha 1 | Fecha 1 |
| Local             | Resultado | Visitante   | Estadio         | Fecha       | Hora    |         |         |         |         |         |         |
| ----------------- | --------- | ----------- | --------------- | ----------- | ------- | ------- | ------- | ------- | ------- | ------- | ------- |
| Fenix             | 7:0       | Atenas      | Estadio Charrúa | 10 de julio | 11:00   |         |         |         |         |         |         |
| Club Náutico      | 2:4       | Liverpool   | Parque Palermo  | 10 de julio | 14:00   |         |         |         |         |         |         |
| Defensor Sporting | 6:2       | River Plate | Luis Franzini   | 10 de julio | 15:00   |         |         |         |         |         |         |
| Nacional          | 3:0       | Atenas      | Parque Palermo  | 10 de julio | 18:00   |         |         |         |         |         |         |
| Libre: Peñarol    |           |             |                 |             |         |         |         |         |         |         |         |

| Fecha 2       | Fecha 2   | Fecha 2           | Fecha 2                         | Fecha 2     | Fecha 2 | Fecha 2 | Fecha 2 | Fecha 2 | Fecha 2 | Fecha 2 | Fecha 2 |
| Local         | Resultado | Visitante         | Estadio                         | Fecha       | Hora    |         |         |         |         |         |         |
| ------------- | --------- | ----------------- | ------------------------------- | ----------- | ------- | ------- | ------- | ------- | ------- | ------- | ------- |
| Nacional      | 3:1       | Fénix             | Parque Palermo                  | 16 de julio | 21:00   |         |         |         |         |         |         |
| Liverpool     | 2:2       | Defensor Sporting | Complejo Rentistas              | 17 de julio | 10:30   |         |         |         |         |         |         |
| Wanderers     | 1:1       | Club Náutico      | Parque Palermo                  | 17 de julio | 20:00   |         |         |         |         |         |         |
| River Plate   | 0:6       | Peñarol           | Complejo Montevideo City Torque | 27 de julio | 21:00   |         |         |         |         |         |         |
| Libre: Atenas |           |                   |                                 |             |         |         |         |         |         |         |         |

| Fecha 3         | Fecha 3   | Fecha 3           | Fecha 3                         | Fecha 3     | Fecha 3 | Fecha 3 | Fecha 3 | Fecha 3 | Fecha 3 | Fecha 3 | Fecha 3 |
| Local           | Resultado | Visitante         | Estadio                         | Fecha       | Hora    |         |         |         |         |         |         |
| --------------- | --------- | ----------------- | ------------------------------- | ----------- | ------- | ------- | ------- | ------- | ------- | ------- | ------- |
| River Plate     | 0:4       | Nacional          | Estadio Charrúa                 | 24 de julio | 10:30   |         |         |         |         |         |         |
| Atenas          | 2:7       | Wanderers         | Estadio Charrúa                 | 24 de julio | 13:00   |         |         |         |         |         |         |
| Fénix           | 1:3       | Defensor Sporting | Parque Capurro                  | 24 de julio | 15:00   |         |         |         |         |         |         |
| Peñarol         | 2:0       | Club Náutico      | Complejo Montevideo City Torque | 3 de agosto | 21:00   |         |         |         |         |         |         |
| Libre:Liverpool |           |                   |                                 |             |         |         |         |         |         |         |         |

| Fecha 4           | Fecha 4   | Fecha 4     | Fecha 4         | Fecha 4     | Fecha 4 | Fecha 4 | Fecha 4 | Fecha 4 | Fecha 4 | Fecha 4 | Fecha 4 |
| Local             | Resultado | Visitante   | Estadio         | Fecha       | Hora    |         |         |         |         |         |         |
| ----------------- | --------- | ----------- | --------------- | ----------- | ------- | ------- | ------- | ------- | ------- | ------- | ------- |
| Liverpool         | 6:0       | Atenas      | Estadio Charrúa | 30 de julio | 21:00   |         |         |         |         |         |         |
| Club Náutico      | 1:2       | River Plate | Estadio Charrúa | 31 de julio | 10:30   |         |         |         |         |         |         |
| Peñarol           | 5:0       | Fénix       | Estadio Charrúa | 31 de julio | 13:00   |         |         |         |         |         |         |
| Defensor Sporting | 1:2       | Nacional    | Luis Franzini   | 31 de julio | 15:00   |         |         |         |         |         |         |
| Libre:Wanderers   |           |             |                 |             |         |         |         |         |         |         |         |

| Fecha 5                 | Fecha 5   | Fecha 5     | Fecha 5         | Fecha 5     | Fecha 5 | Fecha 5 | Fecha 5 | Fecha 5 | Fecha 5 | Fecha 5 | Fecha 5 |
| Local                   | Resultado | Visitante   | Estadio         | Fecha       | Hora    |         |         |         |         |         |         |
| ----------------------- | --------- | ----------- | --------------- | ----------- | ------- | ------- | ------- | ------- | ------- | ------- | ------- |
| Nacional                | 14:0      | Atenas      | Estadio Charrúa | 7 de agosto | 10:30   |         |         |         |         |         |         |
| Club Náutico            | 1:2       | Fénix       | Estadio Charrúa | 7 de agosto | 13:00   |         |         |         |         |         |         |
| Wanderers               | 3:3       | River Plate | Parque Viera    | 7 de agosto | 15:00   |         |         |         |         |         |         |
| Liverpool               | 1:3       | Peñarol     | Belvedere       | 7 de agosto | 15:00   |         |         |         |         |         |         |
| Libre:Defensor Sporting |           |             |                 |             |         |         |         |         |         |         |         |

| Fecha 6         | Fecha 6   | Fecha 6           | Fecha 6         | Fecha 6      | Fecha 6 | Fecha 6 | Fecha 6 | Fecha 6 | Fecha 6 | Fecha 6 | Fecha 6 |
| Local           | Resultado | Visitante         | Estadio         | Fecha        | Hora    |         |         |         |         |         |         |
| --------------- | --------- | ----------------- | --------------- | ------------ | ------- | ------- | ------- | ------- | ------- | ------- | ------- |
| Fénix           | 1:3       | Wanderers         | Parque Palermo  | 13 de agosto | 21:00   |         |         |         |         |         |         |
| Atenas          | 0:2       | Club Náutico      | Estadio Atenas  | 14 de agosto | 10:00   |         |         |         |         |         |         |
| Peñarol         | 4:1       | Defensor Sporting | Estadio Charrúa | 14 de agosto | 13:30   |         |         |         |         |         |         |
| River Plate     | 0:1       | Liverpool         | Parque Saroldi  | 14 de agosto | 15:30   |         |         |         |         |         |         |
| Libre: Nacional |           |                   |                 |              |         |         |         |         |         |         |         |

| Fecha 7             | Fecha 7   | Fecha 7           | Fecha 7         | Fecha 7      | Fecha 7 | Fecha 7 | Fecha 7 | Fecha 7 | Fecha 7 | Fecha 7 | Fecha 7 |
| Local               | Resultado | Visitante         | Estadio         | Fecha        | Hora    |         |         |         |         |         |         |
| ------------------- | --------- | ----------------- | --------------- | ------------ | ------- | ------- | ------- | ------- | ------- | ------- | ------- |
| Fénix               | 1:1       | River Plate       | Parque Capurro  | 21 de agosto | 10:00   |         |         |         |         |         |         |
| Atenas              | 0:3       | Defensor Sporting | Estadio Charrúa | 21 de agosto | 18:00   |         |         |         |         |         |         |
| Wanderers           | 1:0       | Liverpool         | Estadio Charrúa | 21 de agosto | 21:00   |         |         |         |         |         |         |
| Nacional            | 1:1       | Peñarol           | Centenario      | 24 de agosto | 20:00   |         |         |         |         |         |         |
| Libre: Club Náutico |           |                   |                 |              |         |         |         |         |         |         |         |

| Fecha 8           | Fecha 8   | Fecha 8      | Fecha 8         | Fecha 8      | Fecha 8 | Fecha 8 | Fecha 8 | Fecha 8 | Fecha 8 | Fecha 8 | Fecha 8 |
| Local             | Resultado | Visitante    | Estadio         | Fecha        | Hora    |         |         |         |         |         |         |
| ----------------- | --------- | ------------ | --------------- | ------------ | ------- | ------- | ------- | ------- | ------- | ------- | ------- |
| Atenas            | 0:3       | River Plate  | Estadio Atenas  | 28 de agosto | 10:00   |         |         |         |         |         |         |
| Defensor Sporting | 0:0       | Club Náutico | Luis Franzini   | 28 de agosto | 15:00   |         |         |         |         |         |         |
| Liverpool         | 0:4       | Nacional     | Belvedere       | 28 de agosto | 15:30   |         |         |         |         |         |         |
| Wanderers         | 1:1       | Peñarol      | Estadio Charrúa | 28 de agosto | 18:30   |         |         |         |         |         |         |
| Libre: Fénix      |           |              |                 |              |         |         |         |         |         |         |         |

| Fecha 9            | Fecha 9   | Fecha 9      | Fecha 9             | Fecha 9         | Fecha 9    | Fecha 9 | Fecha 9 | Fecha 9 | Fecha 9 | Fecha 9 | Fecha 9 |
| Local              | Resultado | Visitante    | Estadio             | Fecha           | Hora       |         |         |         |         |         |         |
| ------------------ | --------- | ------------ | ------------------- | --------------- | ---------- | ------- | ------- | ------- | ------- | ------- | ------- |
| Fénix              | 2:0       | Liverpool    | Parque Capurro      | 4 de septiembre | 15:30      |         |         |         |         |         |         |
| Defensor Sporting  | 3:2       | Wanderers    | Luis Franzini       | 4 de septiembre | 15:30      |         |         |         |         |         |         |
| Nacional (C)       | 2:0       | Club Náutico | Gran Parque Central | 5 de septiembre | 20:00      |         |         |         |         |         |         |
| Peñarol            | 3:0       | Atenas       | Estadio Charrúa     | Suspendido      | Suspendido |         |         |         |         |         |         |
| Libre: River Plate |           |              |                     |                 |            |         |         |         |         |         |         |

## Torneo Clausura

### Posiciones
| Pos. | Equipo               | Pts. | PJ | G | E | P | GF | GC | Dif. |  |
| ---- | -------------------- | ---- | -- | - | - | - | -- | -- | ---- |  |
| 1    | Nacional             | 24   | 8  | 8 | 0 | 0 | 25 | 3  | +22  |  |
| 2    | Peñarol              | 18   | 7  | 6 | 0 | 1 | 32 | 5  | +27  |  |
| 3    | Defensor Sporting    | 18   | 8  | 6 | 0 | 2 | 29 | 11 | +18  |  |
| 4    | Montevideo Wanderers | 12   | 8  | 4 | 0 | 4 | 12 | 12 | 0    |  |
| 5    | Liverpool            | 10   | 8  | 3 | 1 | 4 | 7  | 13 | −6   |  |
| 6    | Fénix                | 10   | 8  | 3 | 1 | 4 | 11 | 19 | −8   |  |
| 7    | River Plate          | 4    | 7  | 1 | 1 | 5 | 5  | 20 | −15  |  |
| 8    | Club Náutico         | 4    | 8  | 1 | 1 | 6 | 6  | 26 | −20  |  |
| 9    | Atenas               | 0    | 8  | 0 | 0 | 8 | 0  | 0  | 0    |  |

Actualizado a los partidos jugados el 22 de noviembre de 2022.
 Fuente: AUF
|  | Campeón Torneo Clausura |

### Partidos
- Los horarios corresponden al huso horario de Uruguay: (UTC-3).

| Fecha 1        | Fecha 1   | Fecha 1           | Fecha 1         | Fecha 1          | Fecha 1    | Fecha 1 | Fecha 1 | Fecha 1 | Fecha 1 | Fecha 1 | Fecha 1 |
| Local          | Resultado | Visitante         | Estadio         | Fecha            | Hora       |         |         |         |         |         |         |
| -------------- | --------- | ----------------- | --------------- | ---------------- | ---------- | ------- | ------- | ------- | ------- | ------- | ------- |
| Liverpool      | 1:0       | Club Náutico      | Estadio Charrúa | 10 de septiembre | 21:00      |         |         |         |         |         |         |
| River Plate    | 1:2       | Defensor Sporting | José Nasazzi    | 11 de septiembre | 13:30      |         |         |         |         |         |         |
| Wanderers      | 1:4       | Nacional          | Parque Viera    | 11 de septiembre | 15:30      |         |         |         |         |         |         |
| Atenas         | SUSP.     | Fénix             | Suspendido      | Suspendido       | Suspendido |         |         |         |         |         |         |
| Libre: Peñarol |           |                   |                 |                  |            |         |         |         |         |         |         |

| Fecha 2           | Fecha 2   | Fecha 2     | Fecha 2         | Fecha 2          | Fecha 2 | Fecha 2 | Fecha 2 | Fecha 2 | Fecha 2 | Fecha 2 | Fecha 2 |
| Local             | Resultado | Visitante   | Estadio         | Fecha            | Hora    |         |         |         |         |         |         |
| ----------------- | --------- | ----------- | --------------- | ---------------- | ------- | ------- | ------- | ------- | ------- | ------- | ------- |
| Peñarol           | 9:0       | River Plate | Estadio Charrúa | 18 de septiembre | 13:00   |         |         |         |         |         |         |
| Club Náutico      | 0:3       | Wanderers   | Estadio Charrúa | 18 de septiembre | 15:30   |         |         |         |         |         |         |
| Fénix             | 0:4       | Nacional    | Parque Capurro  | 18 de septiembre | 15:30   |         |         |         |         |         |         |
| Defensor Sporting | 3:0       | Liverpool   | Luis Franzini   | 18 de septiembre | 15:30   |         |         |         |         |         |         |
| Libre: Atenas     |           |             |                 |                  |         |         |         |         |         |         |         |

| Fecha 3           | Fecha 3   | Fecha 3     | Fecha 3         | Fecha 3          | Fecha 3    | Fecha 3 | Fecha 3 | Fecha 3 | Fecha 3 | Fecha 3 | Fecha 3 |
| Local             | Resultado | Visitante   | Estadio         | Fecha            | Hora       |         |         |         |         |         |         |
| ----------------- | --------- | ----------- | --------------- | ---------------- | ---------- | ------- | ------- | ------- | ------- | ------- | ------- |
| Club Náutico      | 0:5       | Peñarol     | Estadio Charrúa | 24 de septiembre | 21:00      |         |         |         |         |         |         |
| Nacional          | 2:0       | River Plate | Estadio Charrúa | 25 de septiembre | 13:00      |         |         |         |         |         |         |
| Defensor Sporting | 7:2       | Fénix       | Luis Franzini   | 25 de septiembre | 15:30      |         |         |         |         |         |         |
| Wanderers         | SUSP.     | Atenas      | Suspendido      | Suspendido       | Suspendido |         |         |         |         |         |         |
| Libre:Liverpool   |           |             |                 |                  |            |         |         |         |         |         |         |

| Fecha 4         | Fecha 4   | Fecha 4           | Fecha 4        | Fecha 4      | Fecha 4    | Fecha 4 | Fecha 4 | Fecha 4 | Fecha 4 | Fecha 4 | Fecha 4 |
| Local           | Resultado | Visitante         | Estadio        | Fecha        | Hora       |         |         |         |         |         |         |
| --------------- | --------- | ----------------- | -------------- | ------------ | ---------- | ------- | ------- | ------- | ------- | ------- | ------- |
| Nacional        | 2:0       | Defensor Sporting | Parque Palermo | 1 de octubre | 21:00      |         |         |         |         |         |         |
| Fénix           | 0:4       | Peñarol           | Parque Capurro | 2 de octubre | 11:00      |         |         |         |         |         |         |
| River Plate     | 3:1       | Club Náutico      | José Nasazzi   | 2 de octubre | 14:00      |         |         |         |         |         |         |
| Atenas          | SUSP.     | Liverpool         | Suspendido     | Suspendido   | Suspendido |         |         |         |         |         |         |
| Libre:Wanderers |           |                   |                |              |            |         |         |         |         |         |         |

| Fecha 5                 | Fecha 5   | Fecha 5      | Fecha 5           | Fecha 5       | Fecha 5    | Fecha 5 | Fecha 5 | Fecha 5 | Fecha 5 | Fecha 5 | Fecha 5 |
| Local                   | Resultado | Visitante    | Estadio           | Fecha         | Hora       |         |         |         |         |         |         |
| ----------------------- | --------- | ------------ | ----------------- | ------------- | ---------- | ------- | ------- | ------- | ------- | ------- | ------- |
| Fénix                   | 1:1       | Club Náutico | Martínez Monegal  | 9 de octubre  | 10:30      |         |         |         |         |         |         |
| River Plate             | 1:2       | Wanderers    | Parque Saroldi    | 9 de octubre  | 16:00      |         |         |         |         |         |         |
| Peñarol                 | 4:0       | Liverpool    | Campeón del Siglo | 23 de octubre | 11:00      |         |         |         |         |         |         |
| Atenas                  | SUSP.     | Nacional     | Suspendido        | Suspendido    | Suspendido |         |         |         |         |         |         |
| Libre:Defensor Sporting |           |              |                   |               |            |         |         |         |         |         |         |

| Fecha 6           | Fecha 6   | Fecha 6     | Fecha 6            | Fecha 6       | Fecha 6    | Fecha 6 | Fecha 6 | Fecha 6 | Fecha 6 | Fecha 6 | Fecha 6 |
| Local             | Resultado | Visitante   | Estadio            | Fecha         | Hora       |         |         |         |         |         |         |
| ----------------- | --------- | ----------- | ------------------ | ------------- | ---------- | ------- | ------- | ------- | ------- | ------- | ------- |
| Wanderers         | 0:1       | Fénix       | Parque Palermo     | 15 de octubre | 21:30      |         |         |         |         |         |         |
| Liverpool         | 0:0       | River Plate | Complejo Rentistas | 16 de octubre | 11:30      |         |         |         |         |         |         |
| Defensor Sporting | 2:6       | Peñarol     | Luis Franzini      | 30 de octubre | 13:00      |         |         |         |         |         |         |
| Club Náutico      | SUSP.     | Atenas      | Suspendido         | Suspendido    | Suspendido |         |         |         |         |         |         |
| Libre: Nacional   |           |             |                    |               |            |         |         |         |         |         |         |

| Fecha 7             | Fecha 7   | Fecha 7   | Fecha 7            | Fecha 7        | Fecha 7    | Fecha 7 | Fecha 7 | Fecha 7 | Fecha 7 | Fecha 7 | Fecha 7 |
| Local               | Resultado | Visitante | Estadio            | Fecha          | Hora       |         |         |         |         |         |         |
| ------------------- | --------- | --------- | ------------------ | -------------- | ---------- | ------- | ------- | ------- | ------- | ------- | ------- |
| Liverpool           | 0:2       | Wanderers | Belvedere          | 5 de noviembre | 15:30      |         |         |         |         |         |         |
| Peñarol             | 1:2       | Nacional  | Estadio Centenario | 5 de noviembre | 15:00      |         |         |         |         |         |         |
| River Plate         | 0:4       | Fénix     | José Nasazzi       | 6 de noviembre | 14:00      |         |         |         |         |         |         |
| Defensor Sporting   | SUSP.     | Atenas    | Suspendido         | Suspendido     | Suspendido |         |         |         |         |         |         |
| Libre: Club Náutico |           |           |                    |                |            |         |         |         |         |         |         |

| Fecha 8      | Fecha 8   | Fecha 8           | Fecha 8             | Fecha 8         | Fecha 8    | Fecha 8 | Fecha 8 | Fecha 8 | Fecha 8 | Fecha 8 | Fecha 8 |
| Local        | Resultado | Visitante         | Estadio             | Fecha           | Hora       |         |         |         |         |         |         |
| ------------ | --------- | ----------------- | ------------------- | --------------- | ---------- | ------- | ------- | ------- | ------- | ------- | ------- |
| Nacional     | 4:0       | Liverpool         | Gran Parque Central | 13 de noviembre | 11:00      |         |         |         |         |         |         |
| Náutico      | 0:9       | Defensor Sporting | Estadio Charrúa     | 13 de noviembre | 20:00      |         |         |         |         |         |         |
| Peñarol      | 3:1       | Wanderers         | Estadio Charrúa     | 13 de noviembre | 11:00      |         |         |         |         |         |         |
| River Plate  | SUSP.     | Atenas            | Suspendido          | Suspendido      | Suspendido |         |         |         |         |         |         |
| Libre: Fénix |           |                   |                     |                 |            |         |         |         |         |         |         |

| Fecha 9            | Fecha 9   | Fecha 9           | Fecha 9         | Fecha 9         | Fecha 9    | Fecha 9 | Fecha 9 | Fecha 9 | Fecha 9 | Fecha 9 | Fecha 9 |
| Local              | Resultado | Visitante         | Estadio         | Fecha           | Hora       |         |         |         |         |         |         |
| ------------------ | --------- | ----------------- | --------------- | --------------- | ---------- | ------- | ------- | ------- | ------- | ------- | ------- |
| Wanderers          | 3:0       | Defensor Sporting | Estadio Charrúa | 19 de noviembre | 21:00      |         |         |         |         |         |         |
| Náutico            | 1:4       | Nacional (C)      | Parque Palermo  | 20 de noviembre | 18:30      |         |         |         |         |         |         |
| Liverpool          | 3:0       | Fénix             | Belvedere       | 20 de noviembre | 10:30      |         |         |         |         |         |         |
| Atenas             | SUSP.     | Peñarol           | Suspendido      | Suspendido      | Suspendido |         |         |         |         |         |         |
| Libre: River Plate |           |                   |                 |                 |            |         |         |         |         |         |         |

## Tabla Anual
| Pos. | Equipo               | Pts. | PJ | G  | E | P  | GF | GC | Dif. |  |
| ---- | -------------------- | ---- | -- | -- | - | -- | -- | -- | ---- |  |
| 1    | Nacional             | 46   | 16 | 15 | 1 | 0  | 58 | 6  | +52  |  |
| 2    | Peñarol              | 38   | 15 | 12 | 2 | 1  | 57 | 9  | +48  |  |
| 3    | Defensor Sporting    | 32   | 16 | 10 | 2 | 4  | 48 | 24 | +24  |  |
| 4    | Montevideo Wanderers | 24   | 16 | 7  | 3 | 6  | 30 | 26 | +4   |  |
| 5    | Liverpool            | 20   | 16 | 6  | 2 | 8  | 21 | 27 | −6   |  |
| 6    | Fénix                | 20   | 16 | 6  | 2 | 8  | 26 | 35 | −9   |  |
| 7    | River Plate          | 12   | 15 | 3  | 3 | 9  | 16 | 42 | −26  |  |
| 8    | Club Náutico         | 9    | 16 | 2  | 3 | 11 | 13 | 39 | −26  |  |
| 9    | Atenas (D)           | 0    | 16 | 0  | 0 | 16 | 2  | 45 | −43  |  |

Actualizado a los partidos jugados el 20 de noviembre de 2022.
 Fuente: AUF
|  | Campeón Tabla Anual |
|  | Descenso            |

## Goleadoras
| Jugador           | Club              | Goles |
| ----------------- | ----------------- | ----- |
| María Oxandabarat | Defensor Sporting | 17    |
| Belén Aquino      | Peñarol           | 14    |
| Sofía Ferrada     | Nacional          | 10    |
| Wendy Carballo    | Peñarol           | 10    |
| Guillermina Grant | Nacional          | 8     |